# Nepenthes chaniana
Nepenthes chaniana C.Clarke, Chi.C.Lee & S.McPherson, 2006 è una pianta carnivora della famiglia Nepenthaceae, nativa di Sabah e Sarawak, nel Borneo.

## Conservazione
La Lista rossa IUCN classifica Nepenthes chaniana come specie in pericolo di estinzione (Endangered).